# Pierre Oliver
Pour l'élève des Beaux-arts de Lille, voir Pierre Olivier (peintre).
Pierre Oliver est un peintre français qui fut directeur de l'École des beaux-arts d'Alger jusqu'en 1962.
Pierre Oliver fait dans ses œuvres des recherches de mouvement destinées à définir des éléments dans la nature (vent et lumière). 
Il expose en 1926 à Alger avec le groupe La Galère.